# 亜雅沙の事件ファイル
『亜雅沙の事件ファイル』（あがさのじけんファイル）シリーズは、宮崎ゆきが1986年から1988年にかけて集英社の月刊誌『別冊マーガレット』に不定期連載した推理漫画シリーズ。「○○殺人事件」あるいは「○○殺人事件!?」と題された本編8編と、番外編1編（『デラックスマーガレット』掲載）の計9編が発表されており、そのうち6編はマーガレットコミックス『聖バレンタインデー殺人事件』（1987年6月）に収録されている。残りの3編は、同レーベルで刊行された宮崎ゆきの短編漫画集『アタック!花丸』（1988年4月）と『栗子のてんき予報』（1989年3月）に収録されている。

## 概要
女子高校生の亜雅沙（あがさ）を探偵役とするシリーズ。ほかの主な登場人物に、つねにサングラスをかけている向坂（さきさか）刑事、その上司で変装の名人の神保（じんぼ）警部、しばしば容疑者となってしまう美形の男子高校生、峰岸洸一（みねぎし こういち）らがいる。
基本的に亜雅沙の身の回りで起きた事件を扱っており、亜雅沙は真相を見抜くと、『私はこの事件を「○○○○の悲劇」と名づける事にします』と宣言する。真相を語り終えたあとにこの発言をする場合もある。
『別冊マーガレット』1986年4月号に掲載されたシリーズ第1作「聖（セント）バレンタインデー殺人事件」は宮崎ゆきのデビュー作であり、『別冊マーガレット』第214回まんがスクールで佳作に選ばれた作品である。
第1作発表の2年後、「亜雅沙の事件ファイルNo.8」として『別冊マーガレット』1988年4月号に「桜吹雪殺人事件!?」が掲載された。内容は特に最終回らしいものにはなっていないが、これ以降、同シリーズ作品が掲載されることはなく、結果的に「桜吹雪殺人事件!?」がシリーズ最終作となっている。
『デラックスマーガレット』1986年11月号に掲載された番外編「事件!向坂くんと桃内さん」は、亜雅沙も向坂刑事もともに高校生の設定になっており、向坂と本編第1話に登場した女子高校生・桃内が付き合っている設定になっているなど、キャラクターは共通するものの、本編とは異なる世界の話となっている。神保警部は喫茶店のオーナーとして登場する。

## 評価
『越境する本格ミステリ 映画・TV・漫画・ゲームに潜む本格を探せ!』（監修 小山正・日下三蔵、扶桑社、2003年）では、藤田あつ子の煌如星シリーズや神谷悠の京&一平シリーズなどとともに「金田一少年以前の本格ミステリコミック」の章で扱われており、ミステリー評論家で漫画にも造詣の深い廣澤吉泰は『「事件ファイル」の中の一作と同じアイディアを用いた新本格作品があったりもするので、もっとミステリサイドの人間に知られてもよいシリーズだと思う』と評している。また同書の巻末に掲載されたアンケートで、ミステリー作家の麻耶雄嵩は本格ミステリー漫画の1位に本シリーズの「桜吹雪殺人事件!?」を挙げている。
麻耶雄嵩は光文社『女性自身』2018年5月8・15日合併号に掲載された米澤穂信との対談「超笑えるミステリー10選」でも、『聖バレンタインデー殺人事件』を挙げている。

## エピソード一覧
| 収録                           | 発行年月  | ISBN               | エピソード                 | 初出                                   | 備考   |
| ------------------------------ | --------- | ------------------ | -------------------------- | -------------------------------------- | ------ |
| 『聖バレンタインデー殺人事件』 | 1987年6月 | ISBN 4-08-849288-9 | 聖バレンタインデー殺人事件 | 『別冊マーガレット』1986年4月号        |        |
| 『聖バレンタインデー殺人事件』 | 1987年6月 | ISBN 4-08-849288-9 | 美少年殺人事件             | 『別冊マーガレット』1986年9月号        |        |
| 『聖バレンタインデー殺人事件』 | 1987年6月 | ISBN 4-08-849288-9 | 文化祭殺人事件!?           | 『別冊マーガレット』1986年11月号       |        |
| 『聖バレンタインデー殺人事件』 | 1987年6月 | ISBN 4-08-849288-9 | クリスマス殺人事件         | 『別冊マーガレット』1987年1月号        |        |
| 『聖バレンタインデー殺人事件』 | 1987年6月 | ISBN 4-08-849288-9 | スキー場殺人事件!?         | 『別冊マーガレット』1987年3月号        |        |
| 『聖バレンタインデー殺人事件』 | 1987年6月 | ISBN 4-08-849288-9 | 事件!向坂くんと桃内さん    | 『デラックスマーガレット』1986年11月号 | 番外編 |
| 『アタック!花丸』              | 1988年4月 | ISBN 4-08-849385-0 | バスケットボール殺人事件!? | 『別冊マーガレット』1987年6月号        |        |
| 『アタック!花丸』              | 1988年4月 | ISBN 4-08-849385-0 | サーフ・サイド殺人事件!?   | 『別冊マーガレット』1987年9月号        |        |
| 『栗子のてんき予報』           | 1989年3月 | ISBN 4-08-849502-0 | 桜吹雪殺人事件!?           | 『別冊マーガレット』1988年4月号        |        |